# Los Angeles City Hall
Los Angeles City Hall är stadshuset i Los Angeles, Kalifornien. Byggnaden är en 27 våningar, 138 meter hög skyskrapa. 
Byggnaden används som kontor för stadens borgmästare, fullmäktigeförsamlingen och för stadens förvaltningar.. Den är byggd in en Art déco stil, och stod färdig 1928.